# فلاديمير بريلوغ
فلاديمير بريلوغ (Vladimir Prelog) هو كيميائي سويسري -كرواتي ولد في 23 يوليو 1906 في سراييفو وتوفي في 7 يناير 1998.
ولد فلاديمير لأبوين كرواتيين انتقلا سنة 1915 إلى زغرب. تخرح من معهد تشيكيا للتكنولوجيا في براغ سنة 1929 حاملا شهادة هندسة كيميائية. في سنة 1935 التحق بالمعهد التقني التابع لجامعة زغرب. في سنة 1941 التحق بالمعهد الفدرالي السويسري للتكنولوجيا في زيورخ.
حصل سنة 1975 على جائزة نوبل في الكيمياء.

## روابط خارجية
- فلاديمير بريلوغ على موقع الموسوعة البريطانية (الإنجليزية)
- فلاديمير بريلوغ على موقع مونزينجر (الألمانية)
- فلاديمير بريلوغ على موقع إن إن دي بي (الإنجليزية)